# Amor Towles
Amor Towles (ur. w 1964 w Bostonie) – amerykański pisarz.

## Życiorys
Towles wychował się na przedmieściach Bostonu. Ukończył prywatną szkołę Noble and Greenough School w Dedham. W 1987 ukończył studia na Uniwersytecie Yale, a w 1989 obronił pracę magisterską na Uniwersytecie Stanforda. W latach 1991–2012 pracował jako doradca inwestycyjny w Nowym Jorku. Mieszka na Manhattanie z żoną i dwójką dzieci.
Jego powieść Dobre wychowanie ukazała się nakładem wydawnictwa Viking/Penguin w 2011 i trafiła na listy bestsellerów The New York Timesa, The Boston Globe i Los Angeles Timesa. Książka ta została uznana przez The Wall Street Journal za jedną z dziesięciu najważniejszych książek beletrystycznych wydanych w 2011. Francuski przekład Dobrego wychowania został uhonorowany Nagrodą Fitzgeralda w 2012. Obecnie powieść jest tłumaczona na 15 języków. Polska premiera Dobrego wychowania odbyła się 4 kwietnia 2013.
Amor Towles jest także autorem zbioru opowiadań zatytułowanego The Temptations of Pleasure, który ukazał się w 1989 w 112 numerze Paris Review.

## Twórczość
- Rules of Civility 2011 (polskie wydanie: Dobre wychowanie 2013 Przekład: Anna Gralak, nakładem Znak Literanova ISBN 978-83-240-2328-8)
- A Gentleman in Moscow 2016 (polskie wydanie: Dżentelmen w Moskwie 2017 Przekład: Anna Gralak, nakładem Znak Literanova ISBN 978-83-240-3753-7)
- The Lincoln Highway 2021 (polskie wydanie: Lincoln Highway 2022 Przekład: Anna Gralak, nakładem Znak Literanova ISBN 978-83-240-8369-5)
- Table for Two: fictions 2024 (polskie wydanie: Stolik dla dwojga 2025 Przekład: Aleksandra Kamińska, nakładem Znak Literanova ISBN 978-83-8367-019-5)[2]